# Argo Golberg
Pour les articles homonymes, voir Goldberg.
Argo Golberg, né le 16 décembre 1982 à Vastse-Kuuste, est un athlète estonien, spécialiste du sprint.
Son meilleur temps est de 10 s 28, record d'Estonie du 100 m, obtenu à Bydgoszcz le 19 juillet 2003, lors des Championnats d'Europe espoirs. Il a battu en 39 s 69 à Munich le 10 août 2002, (Argo Golberg, Maidu Laht, Martin Vihmann, Erki Nool), puis égalé lors des mêmes Championnats d'Europe espoirs, le record d'Estonie du relais 4 × 100 m. Deux fois finaliste en Coupe d'Europe (1re Ligue, groupe A), en 2005 et 2006, il a participé aux Championnats du monde en salle à Birmingham en 2003.